# Aseptis cara
Aseptis cara là một loài bướm đêm trong họ Noctuidae.